# À contre-sens 2
Ne doit pas être confondu avec le film romantique britannique À contre-sens 2 : Londres.
Série À contre-sens
À contre-sens 
 (Culpa mia)
(2023) À contre-sens 3 (Culpa nuestra)
(2025)
Pour plus de détails, voir Fiche technique et Distribution.
À contre-sens 2 (Culpa tuya), est un film romantique espagnol réalisé par Domingo González (es) et produit par Carolina Bang, sorti en 2024,.
Le film est adapté du roman de la série de romans Culpa Mía écrite par Mercedes Ron et publié en 2017, phénomène littéraire qui avait commencé comme une simple fanfiction sur la plateforme Wattpad. Cet opus est basé sur le tome 2 en espagnol qui correspond au tome 3 et 4 en français. 
À contre-sens 2 constitue le deuxième volet de la trilogie de films À contre-sens (Culpables). Il est précédé par À contre-sens (Culpa mia) et sera suivi d'À contre-sens 3 (Culpa nuestra).

## Synopsis
La suite du phénomène mondial, À contre-sens. La relation entre Noah et Nick semble plus forte que jamais, malgré la volonté de leurs parents de les séparer. Mais avec son travail et son entrée à la fac, de nouvelles perspectives amoureuses feront trembler les fondations de leur relation et celles des Leister. Si tout le monde est prêt à détruire une relation, aura-t-on droit à une fin heureuse ?

## Distribution
- Nicole Wallace (VF : Lutèce Ragueneau ; VQ : Elisabeth Gauthier Pelletier) : Noah Morán
- Gabriel Guevara (VF : Gauthier Battoue ; VQ : Nicolas Poulin) : Nick Leister
- Marta Hazas (VF : Anne Dolan ; VQ : Alice Pascual) : Rafaella Leister
- Iván Sánchez (en) (VF : Thomas Roditi ; VQ : Patrick Chouinard) : William Leister
- Víctor Varona (es) (VF : Lionel Cecilio ; VQ : Lyndz Dantiste) : Lion
- Eva Ruiz (VF : Alicia Hava ; VQ : Célia Gouin-Arsenault) : Jenna Tavish
- Goya Toledo (en) (VF : Véronique Picciotto ; VQ : Anne Bédard) : Anabel Grason
- Gabriela Andrada (es) (VF : Sarah Barzyk ; VQ : Stéfanie Dolan) : Sofía Zabala
- Alex Bejar (VF : Adeline Chetail ; VQ : Geneviève Bédard) : Béa Palvin (Briar en VO)
- Javier Morgade (VF : Clément Moreau) : Michaël
- Míchel Serrano (VF : Thomas Deseur) : Bobby
- Felipe Londono (es) : Luca
- Jaime Ordóñez (en) (VF : Alexis Degay) : Esteban
- Adriana Ubani (VF : Camille Timmerman) : Anna
- Fran Berenguer (VF : Mike Fédée) : Ronnie
- Noah Casas : Maddie
- Pedro Gutierrez : Mr Tavish
  - Version française[3]
    - Studio de doublage : Karina films
    - Direction artistique : Ethel Houbiers
    - Adaptation :